# ゴルゴロス
ゴルゴロス(Gorgoroth) は、1992年にノルウェーのベルゲンで結成されたブラックメタルバンド。バンド名はJ・R・R・トールキン作の指輪物語に登場するモルドール北部、ヌアンの北にある草木一本生えない高原が由来となっている。

## 略歴

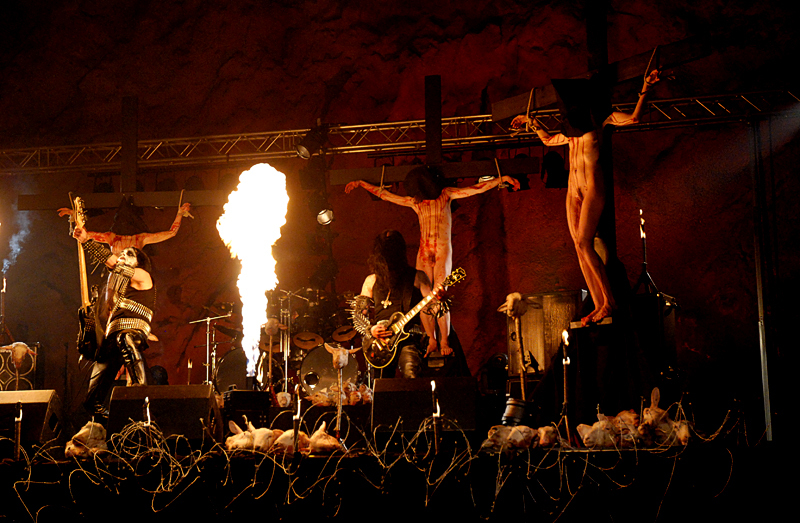
"Craving a Giant" プロモーションヴィデオの撮影風景、2004年ポーランドでのライヴを再現したものとされる

1992年、Infernusにより結成される。
1993年、エンペラーのSamothをベーシストに迎えて、1stアルバムのレコーディングを開始 。
1994年、1stアルバムPentagramをリリース。サテリコンのFrostがドラマーとして加入。オスロのフェスティバルで初のライブを開催。このフェスにはダーク・フューネラル、ディセクション、マーダック、エンスレイヴド、ゲヘナ、Hades Almightyが参加していた 。同年、2ndアルバムAntichristのレコーディングに着手する。
1995年、2ndアルバムのレコーディングが終わるとヴォーカリストが脱退。後任としてObtained EnslavementのPestが加入。ロンドンでクレイドル・オブ・フィルスのサポートアクトを務める 。
1996年、Antichristリリース。4月にはサテリコン、ディセクションとともにヨーロッパツアーを行う。秋にはドイツでベヒーモスとギグをおこなう。
1998年、新任VoとしてGaahlがバンドに参加。夏にはヴァッケン・オープン・エアでライブを行う。
2004年、ポーランドで行ったTVスタジオでのライヴで十字架に掛けた裸の男女や羊の頭を演出に使った事が宗教的冒涜行為として当地の法律に触れ、以後ポーランドでの活動が禁止される。このライヴはDVD化を念頭に置いたものだったが紆余曲折の末、4年後にようやくリリースされた("Black Mass Kraków 2004")。またバンドはこれを切っ掛けにニュークリア・ブラストとのレコード契約を解除された。
2006年、春、Gaahlが2002年2月に起こした暴行の罪で同年12月までの間の懲役刑を下される。Infernusは2003年に起こした重過失強姦の罪で4か月の実刑判決を受ける。
2007年、Gaahlはドキュメンタリー映画、Metal: A Headbanger's Journeyでの発言(後述)がもとでノルウェーの警察から取り調べを受ける 。
2007年、GaahlとKingがバンド創設者のInfernusを解雇しようとした事から法廷闘争へ発展。2003年の"Twilight of the Idols"及び2006年の"Ad Majorem Sathanas Gloriam"はほぼ全面的にKingによる作曲に拠っていたが、バンドの名称使用権はInfernusに帰属するという判断が下され、GaahlとKingはバンドから脱退する。(en:Gorgoroth name dispute)

## メンバー

### 現在のメンバー
- Atterigner - ボーカル (2012-)
- Infernus - ギター (1992-)、ベース (1996, 1997, 1998)、ボーカル、ドラムス (1998)
- Tomas Asklund - ドラムス、パーカッション (2007-)
- Bøddel - ベース (2007-)

### 元メンバー
- Hat - ボーカル (1992-1995)
- Pest - ボーカル (1995-1997, 2008-2012) 、ギター (1996)
- Gaahl - ボーカル (1998-2007)
- Tormentor - ギター (1996-2002, 2008-2012)、ベース、ドラムス (1998)
- Kjettar - ベース (1993)
- Samoth - ベース (1993-1994)
- Ares - ベース (1995-1997)
- Storm - ベース (1995)
- T-Reaper - ベース、ボーカル (1998-1999)
- King ov Hell - ベース (1999-2006, 2007)
- Goat Pervertor - ドラムス (1992-1994)
- Frost - ドラムス (1994-1995)
- Grim - ドラムス (1995-1996)
- Vrolok - ドラムス (1996-1998)
- Sersjant - ドラムス (1999)
- Kvitrafn - ドラムス (2000-2004)

## 音楽的特徴と思想

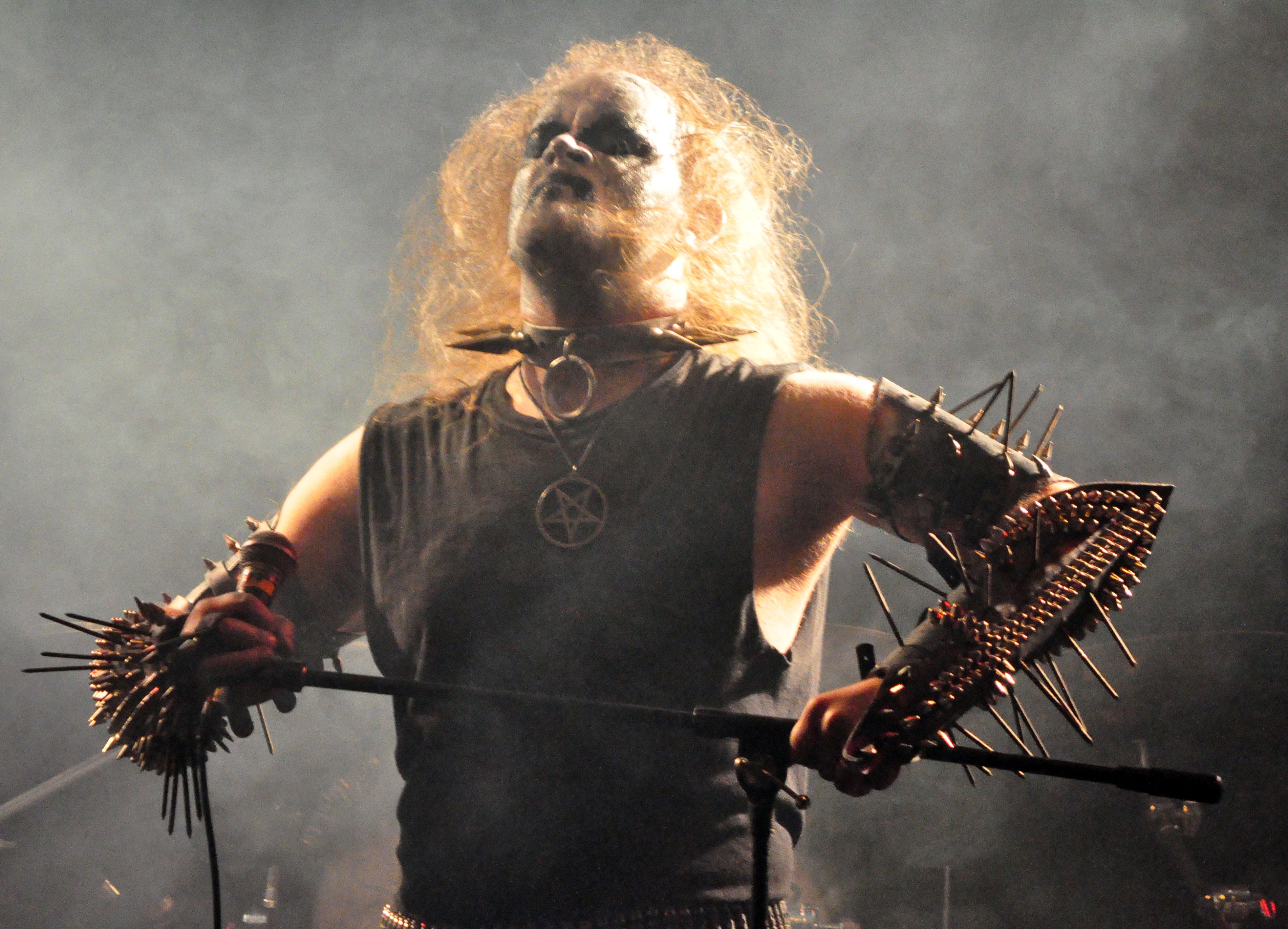
Pest mit Gorgoroth 2011 in Rostock

Gaahlはブラックメタルシーンが引き起こした教会放火に関してMetal: A Headbanger's Journeyで以下のように語っている。「もちろん、私は教会放火を100パーセント支持する。もっと行われるべきだし、実際これからもっと行われるだろう。我々はキリスト教やセム人種がルーツとなっている物の痕跡すべてを消し去らなければならないし、それを世界に示さなければならないのだ。」

## ディスコグラフィー

### スタジオアルバム
- 1994年　Pentagram
- 1996年　Antichrist
- 1997年　Under the Sign of Hell
- 1998年　Destroyer
- 2000年　Incipit Satan
- 2003年　Twilight of the Idols
- 2006年　Ad Majorem Sathanas Gloriam
- 2009年　Quantos Possunt ad Satanitatem Trahunt
- 2011年　Under the Sign of Hell 2011
- 2015年　Instinctus Bestialis

### EP
- 1996年 The Last Tormentor

### 映像作品
- 2008年 Black Mass Kraków 2004

## 外部サイト
- Official website